# Niedermittlau
Niedermittlau ist einer der drei Ortsteile der Gemeinde Hasselroth im hessischen Main-Kinzig-Kreis. Der Ort besteht aus zwei Teilen, nämlich dem Altdorf und der etwa 1000 m nördlich gelegenen Bahnhofsiedlung.

## Geographie
Der Ort liegt am Rande des hessischen Spessarts im Büdingen-Meerholzer Hügelland.

### Nachbargemarkungen
Folgende Gemarkungen grenzen an das Ortsgebiet von Niedermittlau:
| Langenselbold         | Rothenbergen                                | Meerholz     |
| Neuenhaßlau           | Kompassrose, die auf Nachbargemeinden zeigt |              |
| Gondsroth und Somborn | Altenmittlau und Bernbach                   | Lützelhausen |

## Geschichte

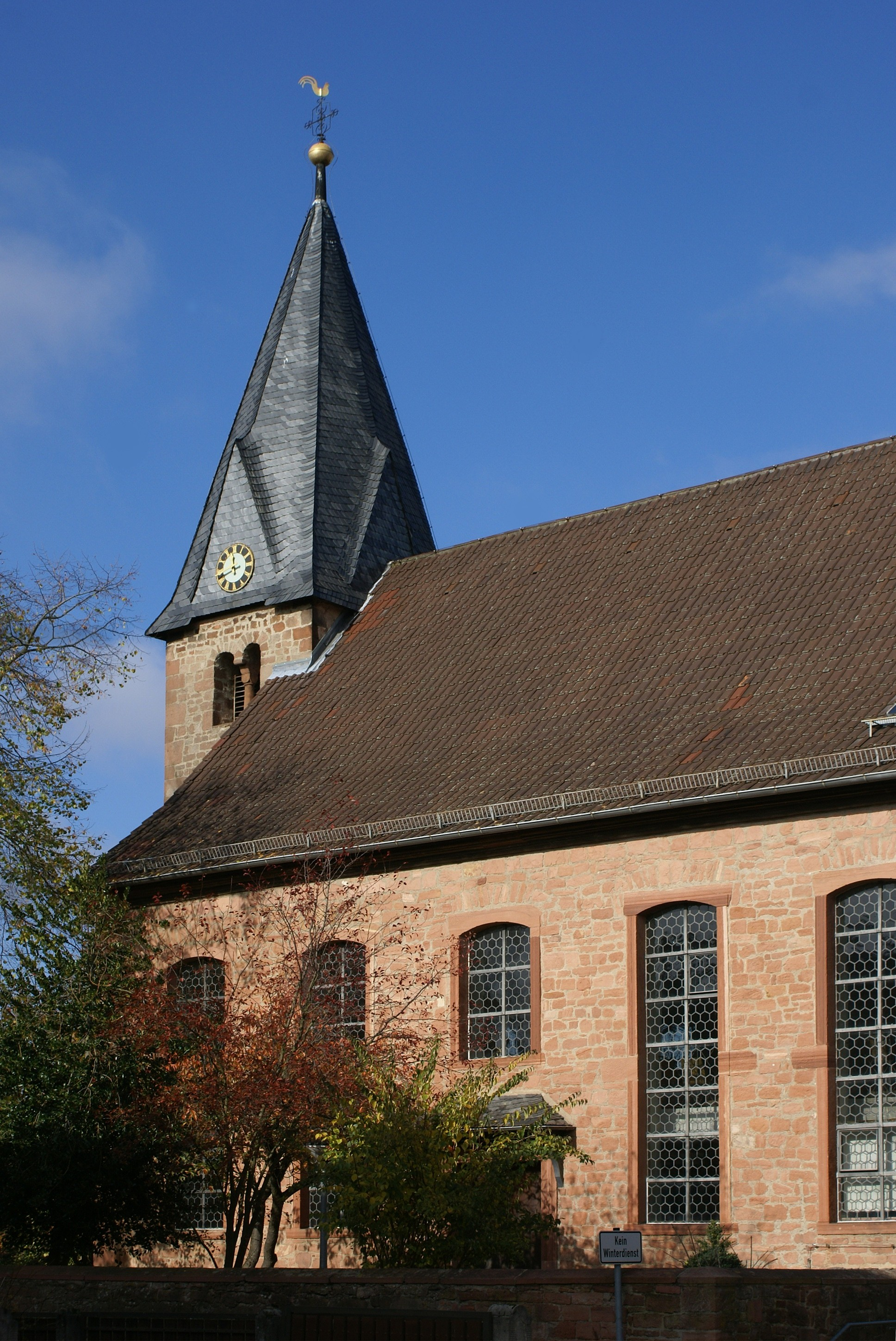
Evangelische Laurentiuskirche in Niedermittlau

Als älteste schriftliche Erwähnung git eine Schrift aus dem Jahr 1151 des Klosters Selbold. In ihr wird eine Kapelle in Mittlau genannt. Eine Besiedlung muss also schon vorher stattgefunden haben.
In den historischen Dokumenten ist der Ort unter folgenden Ortsnamen belegt (in Klammern das Jahr der Erwähnung): 
Mitela (1207–1209), Mitla major (1258), Mittelaw (1394) und Niddern Mittlaw (1554).
Vom 16. bis zum 19. Jahrhundert wurde in Niedermittlau die Leinweberei ausgeübt.
Der Ort gehörte vor der Gebietsreform zum Landkreis Gelnhausen.
Am 1. Juli 1974 wurde die bis dahin selbständigen Gemeinden Niedermittlau im Zuge der Gebietsreform in Hessen kraft Landesgesetz in die Gemeinde Hasselroth eingegliedert.
Ortsbezirke nach der Hessischen Gemeindeordnung wurden nicht errichtet.

## Bevölkerung
Einwohnerentwicklung
- 1558: 72 Zinspflichtige[1]

| Niedermittlau: Einwohnerzahlen von 1834 bis 2011 | Niedermittlau: Einwohnerzahlen von 1834 bis 2011 | Niedermittlau: Einwohnerzahlen von 1834 bis 2011 | Niedermittlau: Einwohnerzahlen von 1834 bis 2011 | Niedermittlau: Einwohnerzahlen von 1834 bis 2011 |
| --- | ------------------------------------------------ | ------------------------------------------------ | ------------------------------------------------ | ------------------------------------------------ |
| Jahr |                                                  |                                                  |                                                  | Einwohner                                        |
| 1834 | 1834                                             |                                                  | 505                                              | 505                                              |
| 1840 | 1840                                             |                                                  | 578                                              | 578                                              |
| 1846 | 1846                                             |                                                  | 633                                              | 633                                              |
| 1852 | 1852                                             |                                                  | 601                                              | 601                                              |
| 1858 | 1858                                             |                                                  | 609                                              | 609                                              |
| 1864 | 1864                                             |                                                  | 637                                              | 637                                              |
| 1871 | 1871                                             |                                                  | 660                                              | 660                                              |
| 1875 | 1875                                             |                                                  | 700                                              | 700                                              |
| 1885 | 1885                                             |                                                  | 671                                              | 671                                              |
| 1895 | 1895                                             |                                                  | 728                                              | 728                                              |
| 1905 | 1905                                             |                                                  | 801                                              | 801                                              |
| 1910 | 1910                                             |                                                  | 852                                              | 852                                              |
| 1925 | 1925                                             |                                                  | 1.031                                            | 1.031                                            |
| 1939 | 1939                                             |                                                  | 1.102                                            | 1.102                                            |
| 1946 | 1946                                             |                                                  | 1.548                                            | 1.548                                            |
| 1950 | 1950                                             |                                                  | 1.702                                            | 1.702                                            |
| 1956 | 1956                                             |                                                  | 1.782                                            | 1.782                                            |
| 1961 | 1961                                             |                                                  | 1.903                                            | 1.903                                            |
| 1967 | 1967                                             |                                                  | 2.348                                            | 2.348                                            |
| 1970 | 1970                                             |                                                  | 2.496                                            | 2.496                                            |
| 1980 | 1980                                             |                                                  | ?                                                | ?                                                |
| 1990 | 1990                                             |                                                  | ?                                                | ?                                                |
| 2000 | 2000                                             |                                                  | ?                                                | ?                                                |
| 2011 | 2011                                             |                                                  | 3.003                                            | 3.003                                            |
| Datenquelle: Historisches Gemeindeverzeichnis für Hessen: Die Bevölkerung der Gemeinden 1834 bis 1967. Wiesbaden: Hessisches Statistisches Landesamt, 1968. Weitere Quellen: LAGIS; Zensus 2011 |                                                  |                                                  |                                                  |                                                  |

Historische Religionszugehörigkeit
| • 1895: | 629 evangelische (= 93,74 %), 10 katholische (= 1,49 %), 10 anderes christliche-konfessionelle (= 1,49 %), 22 jüdische (= 3,28 %) Einwohner |
| • 1961: | 1494 evangelische (= 78,51 %), 409 katholische (= 21,49 %) Einwohner                                                                        |

## Kulturdenkmäler
Siehe: Liste der Kulturdenkmäler in Hasselroth-Niedermittlau

## Wirtschaft und Infrastruktur

### Einrichtungen
- Im Ort gibt es eine Veranstaltungshalle, die Friedrich-Hofacker-Halle.
- Für die jungen Einwohner gibt es die Kindertagesstätte Am Krähenwald, eine evangelische Kindertagesstätte und eine Grundschule.

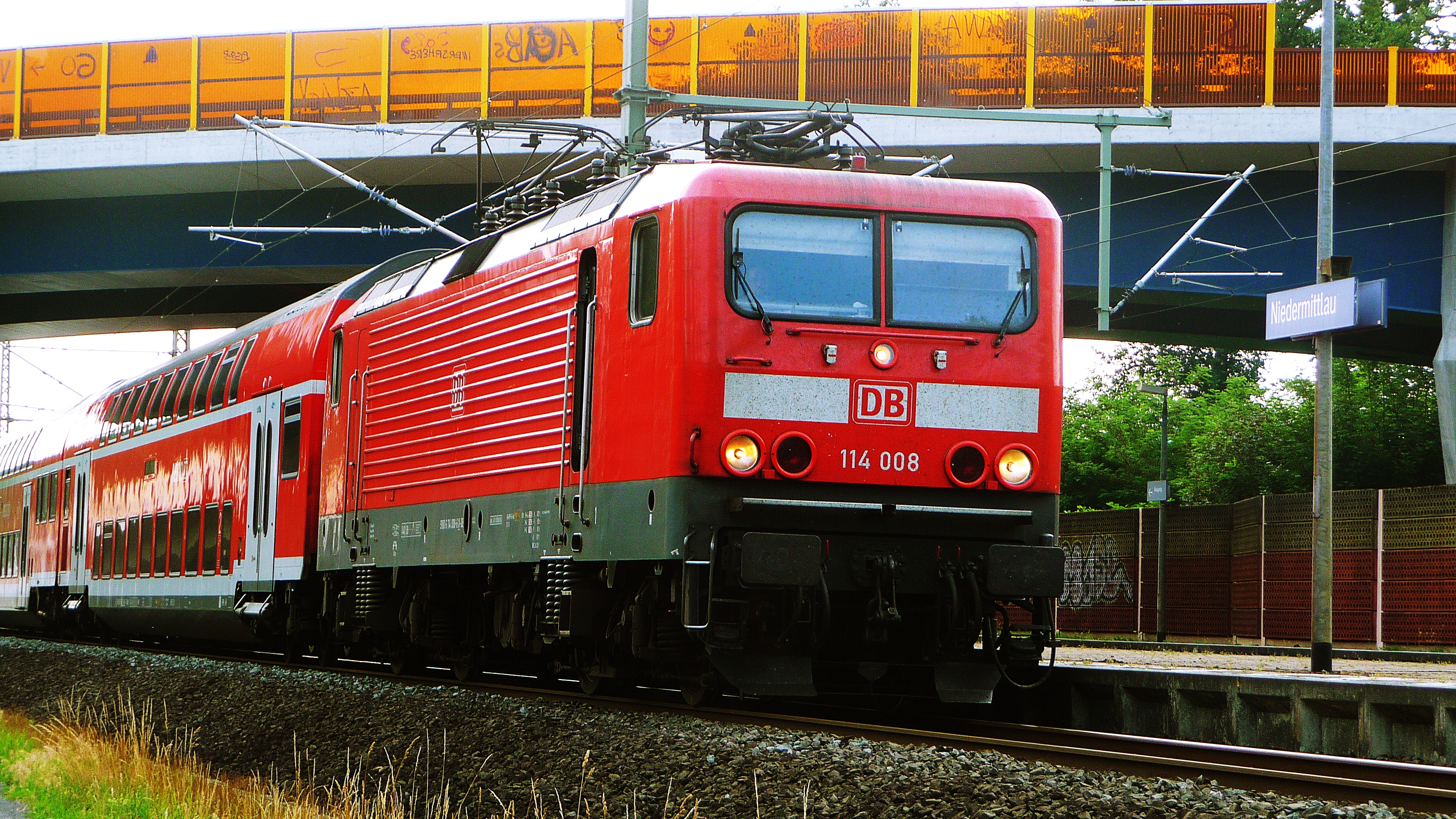
Eine Regionalbahn von Wächtersbach nach Frankfurt (Main) Hbf hält außerplanmäßig auf Gleis 3 des Bahnhofs Niedermittlau. Im Hintergrund ist die Brücke der Umgehungsstraße von Gründau nach Niedermittlau erkennbar.

### Verkehr
Im Ort treffen sich die Landesstraße 3269 sowie die Kreisstraßen 862, 902 und 903. Im Norden verläuft die Bundesautobahn 66. In der Siedlung befindet sich der Haltepunkt Niedermittlau an der Bahnstrecke Fulda–Hanau, der hessischen Kinzigtalbahn. Sie wurde 1860 eröffnet.

## Persönlichkeiten
- Georg Rösch (1913–1981), Politiker und Abgeordneter des Hessischen Landtags, in Niedermittlau geboren.